# Konstantinova darovnica
Konstantinova darovnica (latinsko Constitutum Donatio Constantini) je ponarejen rimski cesarski odlok, s katerim je cesar Konstantin I. Veliki iz 4. stoletja domnevno prenesel oblast nad Rimom in zahodnim delom rimskega cesarstva na papeža. Sestavljen verjetno v 8. stoletju, je bil uporabljen, zlasti v 13. stoletju, v podporo trditvam politične oblasti s strani papeštva. V mnogih obstoječih rokopisih (ročno napisanih kopijah dokumenta), vključno z najstarejšim, dokument nosi naslov Constitutum domini Constantini imperatoris. Konstantinovo darovanje je bilo vključeno v zbirko Psevdoizidorskih dekretalov iz 9. stoletja.

## Vsebina listine
Listina ponazarja edikt rimskega cesarja Konstantina I. iz leta 324, ki dodeljuje papežu Silvestru I. in njegovim naslednikom last in duhovno vodstvo Rima, Italije in vsega Zahodnorimskega cesarstva.
Odlomek listine, na katerega so se sklicevale poznejše cerkvene zahteve, je v prevodu sledeč:
Ob upoštevanju dejstva, da je naša cesarska oblast posvetna, odločamo, naj se naša najsvetejša Rimska Cerkev spoštuje in časti in naj se Sveto Škofovstvo svetega Petra slavno poveličuje nad naše posvetno Vladarstvo in oblast. Rimski škof mora vladati nad štirimi glavnimi sedeži, Antijohijo, Aleksandrijo, Kostantinopljem in Jeruzalemom, in nad vsemi Božjimi cerkvami na svetu… Končno poklanjamo Silvestru, univerzalnemu Papežu, našo palačo in vse pokrajine, palače in okrožja mesta Rima in vse Italije in vseh zapadnih dežel.

## Zgodovinski podatki
Po izročilu je cesar Konstantin I. Veliki poklonil darovnico (darilo) v zahvalo za ozdravljenje od gobavosti. Medtem ko so mu poganski svečeniki svetovali, naj se kopa v krvi novorojenčkov, naj bi ga bil papež mahoma ozdravil kar s čudežem.
Listina se baje prvič omenja v 9. stoletju pri nekaterih sporih za zemljiške posesti v srednji Italiji. Ponovno se je začel sklicevati nanjo papež Leon IX. leta 1053 in od takrat je prešla v Decretum Gratiani in poznejše cerkvene dekrete kot polnopravna zgodovinska listina. Tudi najhujši nasprotniki papeževe posvetne oblasti niso nikoli podvomili v njeno verodostojnost.
Zanimivo je Dantejevo mnenje, kakor ga je izrazil v Božanski komediji (19. poglavje). Kakor vsi dotlej, tudi Dante verjame v pristnost Konstantinove darovnice in se zgraža nad ogromnim zlom, ki ga je povzročila.
Zgodovinska verodostojnost listine je bila predmet dvomov že za časa vladanja Otonov v 10. stoletju, a po odločnem posegu papeža Leona IX. so zadevne debate prenehale vse do nastopa humanističnih idej v 15. stoletju. Najprej jo je kardinal Nikolaj iz Kuzanska razglasil za ponaredek in o tem govoril kot o apokrifnem delu in nato Lorenzo Valla sta popolnoma odpravila vsako možnost pristnosti listine. Kar je o tem spisal Niccolò da Cusa, se je delno izgubilo, medtem ko je Vallovo delo popolnoma ohranjeno.
Moderne raziskave potrjujejo, da je bila listina sestavljena okoli leta 752 za časa papeža Štefana II.

## Razkritje potvorbe
Smrtni udarec ponaredbi je zadal pošten kristjan in iskren vernik, ki ni želel škodovati cerkvi, pač pa je hotel v svoji naivnosti le odpraviti zmoto. To je bil Lorenzo Valla s spisom Declamatio de falso credita et ementita donatione Constantini (Dokazi o neresničnosti in neobstoju Konstantinove darovnice) iz leta 1439. Ker je cerkev še dolgo vztrajala pri dokazovanju izvirnosti dokumenta, je bilo delo objavljeno šele leta 1517 v protestantskih krogih.
Sledi prevod važnejših odlomkov Vallovega dokazovanja. Zaradi lažjega razumevanja so prevedeni tudi citirani latinski izrazi in prevod ni wikificiran.
[……….]
Najprej bom dokazal, da Konstantin in Silvester nista imela pravne moči, da bi eden lahko daroval, kar ni bilo v njegovi lasti, in drugi lahko sprejel tako darilo (ki ga sicer niti ni želel).
Drugič, dokazal bom, da – če bi tudi to ne bilo res (a dejstva so povsem jasna) – niti ni Silvester sprejel, niti ni Konstantin predal darovnice, saj so zadevna mesta in države bile vedno svobodne in pod okriljem cesarjev.
Tretjič, dokazal bom, da Konstantin ni sploh ničesar daroval Silvestru, pač pa njegovemu predhodniku, pred katerim je bil Konstantin krščen; razen tega so to bila manjša darila, ki so zagotavljala papežu le preživetje.
Dokazal bom (četrtič), da je neresnična trditev, po kateri naj bi se tekst Darovnice hranil med cerkvenimi dekreti ali naj bi bil sestavni del Silvestrovega življenjepisa: teksta ni ne v življenjepisu ne v nobeni cerkveni kroniki. Pač pa vsebuje Darovnica protislovja, neutemeljene trditve, neumnosti, barbarske in smešne izraze in pojme. Dodal bom podatke o drugih ponarejenih listinah in o nespametnih legendah, ki govorijo o darovnicah drugih vladarjev.
Za na vrh bom dodal sledeče: če bi tudi Silvester dejansko prejel v posest, kar pravi, ko je enkrat bila njemu ali enemu od naslednikov ta posest preklicana, je po tako dolgem času cerkev ne more nikakor več zahtevati, ne po civilnih ne po cerkvenih zakonih. In pravzaprav (zadnji del moje razprave) ni nobena papeževa lastnina podvržena nikaki zapadlosti.
[……….]
Ne bom govoril o mnogih zgodovinskih ostankih in o templjih v Rimu; naj omenim le zlate rimske kovance, ki se še dajo najti in ki jih tudi sam imam v precejšnjem številu, bodisi iz časov, ko se je bil Konstantin že pokristjanil, bodisi iz časov njegovih naslednikov. [……….] Gotovo bi se dalo najti številne kovance raznih papežev, če bi ti kdaj vladali nad Rimom: pa ni najti ne zlatnikov ne srebrnikov, niti se nihče ne spominja, da bi jih bil kdaj videl, in vendar ni mogoče, da ni dal kovati svojega denarja kdorkoli je kdaj gospodoval Rimu.
[……….]
Ne maram poudarjati barbarizmov jezika v tej listini, ko piše princeps sacerdotibus (poglavar duhovnikom) namesto princeps sacerdotum (poglavar duhovnikov);
ko s kratkim presledkom uporablja existerit (bo obstajal) in existat (bi obstajal);
ko najprej pravi in universo orbe terrarum (v celem zemeljskem krogu), nato pa totius mundi (vsega sveta), kot bi to bila dva različna pojma ali kot bi se hotelo objeti tudi nebo v del sveta, če že dober del orbe terracqueo (zemeljske oble) ni bil pod Rimom;
ko razlikuje med procurare fidem vel stabilitatem (skrbeti za vero ali stanovitnost), kot bi oboje ne bilo mogoče;
ko pomeša sancire (odrediti) in decernere (razsoditi);
in kot bi se Konstantin že prej ne bil odločil, s to listino hoče decernere in sancire (kot bi določal neko kazen) in celo sancire s pomočjo naroda.
Kateri kristjan lahko to prenaša in papežu ne očita – z vso strogostjo in rekel bi s pravico cenzure, da je potrpežljivo in rad poslušal te besede? Medtem ko je sveta stolica prejela oblast od Kristusa, [……….] naj se sedaj govori, da ji je to oblast podelil Konstantin, komaj krščen kristjan? Ali je hotel to povedati tisti pravični vladar, ali je hotel to slišati tisti pobožni papež? Ne bremenimo ju s to ogromno krivdo.
(prevedeno iz italijanščine: Grande Antologia Filosofica - Velika Filozofska Antologija, Marzorati, Milano, 1964, knjiga X, str. 84-86, 88)

## Pomen listine
Listina, oziroma dogajanja v zvezi z njo, so zgodovinsko izredno pomembna, ker posredno opisujejo razna razvojna obdobja v političnem delovanju rimskokatoliške cerkve.
Listina se je pojavila v dobi, ko je cerkev potrebovala dokazov o upravičenosti posvetne oblasti, ki jo je konstantinopelska cerkev zavračala. S to listino in z njeno potrditvijo s strani Karla Velikega, ki ga je papež istočasno kronal za cesarja, je ugled rimske cerkve poskočil in Vzhodna cerkev odtlej ni več imela besede v Evropi.
Prav verjetno je v 10. stoletju postavil dvom o verodostojnosti listine sam Oton III. pri svojih neštetih spletkarjenjih s cerkvijo, pri čemer je bila razvidna volja, da obrne politiko cerkve v svojo korist. Njegova prezgodnja smrt je omogočila, da je cerkev spet vzela stvar v svoje roke in »dokončno« potrdila dokument.
Ko je nastopil v Evropi humanizem, se tedanja cerkev ni zavedala nevarnosti, ki ji je pretila, zato je nastopila proti prvim nasprotujočim dokazovanjem s starim orožjem, to je z aroganco. Tako je tudi Konstantinova darovnica postala eno od protikatoliških propagandnih sredstev v luteranskih rokah. 